# ルージュ (1999年の映画)
『ルージュ』（英: ROUGE）は、1999年に製作された日本のオリジナルビデオ。藤森夕子主演。

## キャスト
- 藤森夕子
- 夏生ゆうな
- 小金沢昇司
- せんだ光雄
- メディアガールズ
- 坂道コロコロ
- 志賀勝